# Episodi di 9-1-1 (seconda stagione)
La seconda stagione della serie televisiva 9-1-1, composta da 18 episodi, è stata trasmessa negli Stati Uniti per la prima volta dall'emittente Fox dal 23 settembre 2018 al 13 maggio 2019.
In Italia la stagione è andata in onda in prima visione assoluta su Fox Life, canale a pagamento della piattaforma satellitare Sky, dal 23 ottobre 2018 al 18 giugno 2019. In chiaro è stata trasmessa in prima visione su Rai 2 dal 13 gennaio al 17 febbraio 2020.
| nº | Titolo originale          | Titolo italiano               | Prima TV USA      | Prima TV Italia  |
| -- | ------------------------- | ----------------------------- | ----------------- | ---------------- |
| 1  | Under Pressure            | Sotto pressione               | 23 settembre 2018 | 23 ottobre 2018  |
| 2  | 7.1                       | 7.1                           | 24 settembre 2018 | 23 ottobre 2018  |
| 3  | Help Is Not Coming        | I soccorsi non arriveranno    | 1º ottobre 2018   | 30 ottobre 2018  |
| 4  | Stuck                     | Bloccati                      | 8 ottobre 2018    | 6 novembre 2018  |
| 5  | Awful People              | Persone orribili              | 15 ottobre 2018   | 13 novembre 2018 |
| 6  | Dosed                     | Droghe                        | 22 ottobre 2018   | 20 novembre 2018 |
| 7  | Haunted                   | Fantasmi                      | 29 ottobre 2018   | 27 novembre 2018 |
| 8  | Buck, Actually            | Il vero Buck                  | 5 novembre 2018   | 4 dicembre 2018  |
| 9  | Hen Begins                | La storia di Hen              | 19 novembre 2018  | 11 dicembre 2018 |
| 10 | Merry Ex-Mas              | Buon Natale?                  | 26 novembre 2018  | 18 dicembre 2018 |
| 11 | New Beginnings            | Nuovi inizi                   | 18 marzo 2019     | 30 aprile 2019   |
| 12 | Chimney Begins            | Chimney, chi sei?             | 25 marzo 2019     | 7 maggio 2019    |
| 13 | Fight or Flight           | Lotta o muori                 | 1º aprile 2019    | 14 maggio 2019   |
| 14 | Broken                    | A pezzi                       | 15 aprile 2019    | 21 maggio 2019   |
| 15 | Ocean's 9-1-1             | Ocean's 9-1-1                 | 22 aprile 2019    | 28 maggio 2019   |
| 16 | Bobby Begins Again        | Bobby ricomincia              | 29 aprile 2019    | 4 giugno 2019    |
| 17 | Careful What You Wish For | Attenzione a cosa desideri... | 6 maggio 2019     | 11 giugno 2019   |
| 18 | This Life We Choose       | La vita che scegliamo         | 13 maggio 2019    | 18 giugno 2019   |

## Sotto pressione
- Titolo originale: Under Pressure
- Diretto da: Gwyneth Horder-Payton
- Scritto da: Tim Minear e Brad Falchuk

### Trama
Buck vive nella casa di Abby da quando lei ha lasciato la città per viaggiare in Irlanda facendo poi tappa in Italia. Quando vede una bottiglia di vino stappata e sente che c'è qualcuno sotto la doccia, dà per scontato che Abby sia tornata a casa, ma poi scopre che si tratta di Maddie, la sua sorella maggiore. Lei e Buck non si vedono da tre anni e lei si è appena separata dal marito Doug. Bobby e Athena, all'insaputa di tutti, hanno iniziato a uscire insieme. C'è un nuovo arrivo alla caserma 118, Eddie Diaz, affascinante vigile del fuoco che prestando servizio in Afganistan come infermiere, è stato decorato con la stella d'argento. Ora che è iniziato il concorso per il calendario dei vigili del fuoco, Bobby, Chimney, Eddie e Buck decidono di partecipare anche se per ogni caserma viene scelto un solo vigile del fuoco. Inizialmente Buck non prende molto in simpatia Eddie, ma poi i due diventano subito buoni amici, e Eddie durante le operazioni si mette in mostra con la sua esperienza e la sua competenza. Maddie confessa a Buck che è scappata perché la faccenda con Doug era diventata insostenibile, era un marito violento, aveva minacciato anche di ucciderla, in effetti Buck non ha mai avuto una buona opinione di suo cognato. Maddie una volta lavorava come infermiera, ma ora non se la sente più di farlo, quindi Buck le propone di lavorare come centralinista al 911. Bobby e Athena litigano data la riluttanza della donna nel voler rendere pubblica la loro relazione. Michael ha capito che lei è spaventata all'idea di soffrire e di uscirne umiliata, ma poi le fa capire quanto sia doloroso vivere nella paura. Athena va alla caserma 118 e bacia Bobby davanti a tutti rendendo ufficiale la loro relazione. A gran sorpresa è stato Chimney a vincere il concorso e sarà lui il vigile del fuoco a rappresentare la caserma 118 nel calendario, ha vinto grazie a Hen, che aveva spedito al comitato di selezione una foto di Chimney mentre prestava soccorso a una bambina durante un'operazione, dove veniva catturata la vera essenza di Chimney, ovvero quella di un eroe. Un terremoto colpisce il centro di Los Angeles.
- Ascolti Italia (in chiaro): telespettatori 1.193.000 – share 4,42%[3]

## 7.1
- Titolo originale: 7.1
- Diretto da: Bradley Buecker
- Scritto da: Zachary Reiter

### Trama
Eddie accompagna suo figlio Christopher, un bambino affetto da paralisi cerebrale, a scuola; Maddie inizia a lavorare al centralino venendo istruita su come rispondere alle chiamate di aiuto, mentre Athena arresta un giovane delinquente di nome Marvin. Quando si scatena il terremoto, di magnitudo 7.1, un albergo finisce col piegarsi, è solo grazie all'acciaio rinforzato se non è crollato. Marvin si rende utile e aiuta Athena a salvare un uomo. I vigili del fuoco della caserma 118 entrano in un albergo per aiutare tutti coloro che sono rimasti intrappolati nell'edificio. Bobby, Chimney e Hen salvano il giovane Jeff, la cui gamba era intrappolata sotto le macerie, invece Eddie e Buck raggiungono la suite dove sono intrappolati Ali e il suo capo, riescono a salvare solo la donna, mentre lui muore, precipitando dopo che il vetro della finestra dove era caduto ha ceduto a causa di una scossa di assestamento.
- Ascolti Italia (in chiaro): telespettatori 1.180.000 – share 4,98%[3]

## I soccorsi non arriveranno
- Titolo originale: Help Is Not Coming
- Diretto da: Bradley Buecker
- Scritto da: Zachary Reiter

### Trama
A causa del terremoto le linee telefoniche sono intasate. A Maddie viene dato il compito di inoltrare le telefonate importanti e ignorare quelle meno urgenti. Un uomo chiama il 911 dato che la moglie sta per partorire, Maddie risponde alla chiamata ma sapendo che non arriveranno i soccorsi lo indirizza all'incendio più vicino, dove i vigili del fuoco stanno già operando, e raggiungendolo i vigili del fuoco aiutano lui e la moglie. Michael, May e Harry vanno in chiesa per aiutare tutti quelli che sono rimasti scossi dal terremoto. Intanto Hen, ancora dentro l'albergo, va alla ricerca di una bambina che si è smarrita, e trova un vigile del fuoco di nome Russ, schiacciato dalle macerie: purtroppo non riesce a salvarlo dato che ha troppe fratture al bacino e lo sterno schiacciato. Eddie e Buck portano Ali fuori dall'edificio, mentre si scatena un'altra scossa di assestamento. Hen trova la bambina che si era smarrita e la porta in salvo. Bobby dopo questa difficile giornata, va a trovare Athena a casa sua e Michael gentilmente lo invita a cenare con loro in compagnia dei figli.
- Ascolti Italia (in chiaro): telespettatori 1.159.000 – share 6,54%[3]

## Bloccati
- Titolo originale: Stuck
- Diretto da: Sarah Boyd
- Scritto da: John J. Gray

### Trama
Ad Athena viene concessa la promozione a tenente per cui in passato aveva fatto domanda già quattro volte, il suo ex superiore si era sempre rifiutato di promuoverla perché era un maschilista. Maddie decide di lasciare la casa di Abby in quanto non si sentiva a suo agio a vivere nella casa di un'estranea, tra l'altro per Buck è sempre più difficile gestire la sua relazione a distanza, sembra che Abby non sia intenzionata a tornare a Los Angeles, infatti ora ha fatto tappa in Marocco. Buck deve constatare quanto sia dura la vita di Eddie, è difficile essere il padre single di un figlio affetto da paralisi cerebrale, ormai non può più contare sul supporto della sua famiglia, e come se non bastasse, per colpa della burocrazia, non gli viene accordata l'assistenza domiciliare. Christopher passa una piacevole giornata con suo padre e i vigili del fuoco della caserma 118. Chimney va in ospedale per accertarsi che non abbia riportato danni i seguito all'incidente avvenuto mesi prima, in effetti il medico può confermare che è in perfette condizioni affermando che è stato un vero miracolo medico. Proprio in ospedale Chimney ha modo di rivedere Tatiana, scoprendo che poco dopo averlo lasciato si è sposata e ora aspetta un bambino. Daniel chiede alla sua fidanzata di sposarlo mentre è sulla scala mobile, ma il pannello d'accesso, che era fissato male, cede e Daniel rimane incastrato nel meccanismo interno, la catena è sull'arteria femorale che potrebbe essere recisa. Arrivano i soccorsi e Chimney lo tira fuori di lì ma Daniel muore poco dopo a causa di un arresto cardiaco. La morte di Daniel sconvolge Chimney, il quale confessa a Bobby di aver mentito, ha sempre sostenuto di non ricordare nulla delle circostanze di quell'incidente, ma in realtà ricorda tutto, nonostante sia sopravvissuto però la sua vita è a un punto fermo, mentre Tatiana si è fatta una famiglia. Bobby gli spiega che finché non elaborerà ciò che successe in quell'incidente non potrà mai dare alla sua vita la svolta che cerca. Buck chiama Carla la quale offre a Eddie il suo aiuto promettendogli che in breve verrà a capo dei suoi problemi burocratici dando a Christopher l'aiuto che gli serve. Chimney invita Tatiana a pranzo, ammettendo che lei ha fatto bene a lasciarlo, confessandole di averla sempre impressionata con falsi racconti che vedevano lui al centro di atti di eroismo perché sentiva di non essere alla sua altezza. Athena ha deciso di rifiutare la promozione, infatti la voleva quando era più giovane e ambiziosa, ora invece la sua vita le piace così com'è.
- Ascolti Italia (in chiaro): telespettatori 1.337.000 – share 5,00%[4]

## Persone orribili
- Titolo originale: Awful People
- Diretto da: Kevin Hooks
- Scritto da: Kristen Reidel

### Trama
Maddie, per rendere più completa la sua formazione di centralinista del 911, decide di prendere parte insieme ad Athena a un giro di pattuglia per vedere i casi di emergenza dal vivo. Quando Athena e Maddie vanno in un ristorante, trovano il cuoco ferito: è stato aggredito da un ladro, rischia di morire, ma grazie alla sua esperienza nel pronto soccorso, Maddie lo salva. Però c'è un altro problema: il cuoco quando era stato ferito aveva chiamato il 911 ma stranamente non c'è stata nessuna segnalazione. Maddie ascolta la registrazione della chiamata e scopre che una sua collega, Gloria, che aveva preso la chiamata, l'ha volutamente ignorata, quindi Maddie la denuncia. Gloria viene licenziata e rischia di essere incriminata, infatti non è stato un caso isolato, è già da otto mesi che ignora le telefonate di emergenza, avendo avuto un esaurimento nervoso dopo che il marito l'aveva lasciata. Eva non rinuncia a fare causa a Hen e Karen per l'affidamento di Denny, facendosi supportare da Nathaniel, il padre biologico del bambino. Infatti sebbene Eva avesse rinunciato alla potestà genitoriale di Denny dopo la sua nascita, Nathaniel può ancora reclamarla. Gloria, ritenendo Maddie la causa di tutti i suoi problemi, inizia a molestarla chiamandola ripetutamente al suo cellulare, e anche nella linea del 911 mentre è alla guida, ma così facendo si distrae, rischiando di morire in un incidente stradale, ma poi arriva Bobby che la salva. Hen va a casa di Eva e la trova svenuta, è in overdose. Hen è anche tentata di lasciarla morire, ma poi chiama i soccorsi e Eva viene salvata, anche se Hen ci tiene a precisare di non averlo fatto per amore, perché ormai prova solo indifferenza per la sua ex. Eva torna in prigione dato che, avendo fatto uso di droga mentre era ancora in libertà vigilata, ha violato i termini della condizionale. Nathaniel rinuncia all'affidamento di Denny avendo capito che lui è felice con Hen e Karen.
- Ascolti Italia (in chiaro): telespettatori 1.159.000 – share 5,67%[4]

## Droghe
- Titolo originale: Dosed
- Diretto da: Gwyneth Horder-Payton
- Scritto da: Juan Carlos-Coto

### Trama
I vigili del fuoco della caserma 118 salvano Taylor Kelly, giornalista televisiva, quando il suo elicottero precipita su un campo sportivo. Lei in segno di riconoscenza ottiene il permesso dalla sua emittente televisiva, per intervistare i vigili del fuoco riprendendoli con la videocamera durante il lavoro. Bobby non gradisce questo tipo di attenzioni, ma la caserma 118 si vede costretta ad accettare dato che gli viene imposto dal comandante. In realtà Taylor spera che nell'eventualità in cui il suo servizio abbia successo, le concedano lavori più interessanti. Chimney, Eddie e Buck aiutano Maddie a traslocare nella sua nuova casa, Chimney si occupa di installarle l'impianto di sorveglianza, e da subito viene messo in evidenza che Maddie è attratta da lui. Athena aiuta May a prepararsi per il ballo scolastico, per Bobby è difficile tutto questo perché gli ricorda costantemente che ha perso la sua famiglia. Bobby e gli altri vigili del fuoco devono soccorrere un uomo che sta soffocando, avendo mangiato dei grilli in una gara per mangiare insetti indetta da Sandy, fortunatamente Hen e Chimney riescono a salvarlo. Tra i vari regali ricevuti dalla caserma 118, ci sono dei brownies al cioccolato, tutti li mangiano senza lasciarne nemmeno uno per Chimney. Durante un'operazione Hen, Eddie e Buck si comportano in maniera strana, e anche Bobby, che è rimasto alla caserma: sono allegri e non fanno che farneticare, sembra che abbiano assunto della droga, tutti tranne Chimney, questo significa che c'era dell'LSD nei brownies al cioccolato. Taylor riprende Bobby che sotto l'effetto della droga crede di vedere sua figlia Brooke, poi tenta di buttarsi dal tetto della caserma ma Athena riesce a salvarlo, mentre Taylor riprende tutto con la telecamera. Bobby capisce che è stata Sandy a regalare quei brownies alla caserma, quindi va da lei con Athena e quest'ultima la arresta. Il servizio di Taylor sui vigili del fuoco ha avuto il successo sperato, e le verranno concessi altri lavori, tra l'altro non ha diffuso il video di Bobby mentre era sotto l'effetto della droga, e quindi Buck la ringrazia, ma Taylor gli spiega che intendeva farlo, si è dovuta astenere solo perché le è stato imposto dagli avvocati della caserma. Taylor e Buck sono palesemente attratti l'una dall'altro. Chimney va a trovare Maddie a casa sua e lei lo invita a rimanere per guardare insieme un film. Bobby è a casa di Athena mentre May si prepara ad andare al ballo, e Michael lo invita a prendere parte alla foto di gruppo; Bobby è felice perché ora ha trovato una nuova famiglia.
- Ascolti Italia (in chiaro): telespettatori 1.159.000 – share 6,58%[4]

## Fantasmi
- Titolo originale: Haunted
- Diretto da: Erica L. Anderson
- Scritto da: Loni Peristere

### Trama
Bobby e la sua squadra prestano soccorso a un escursionista che è caduto dalla scogliera nella spiaggia di Palos Verdes dopo aver ricevuto una chiamata di emergenza. L'uomo riesce a salvarsi anche se dichiara di non aver fatto nessuna chiamata, tra l'altro proprio sulla spiaggia trovano le ossa di un uomo. Dopo che Bobby racconta ad Athena ciò che è accaduto, lei decide di scoprire a chi appartengono quelle ossa. Athena indaga con l'aiuto di Maddie e sembra che il defunto fece una chiamata di emergenza nel 2011, la cosa strana è che Maddie riascoltando la registrazione della chiamata afferma che è quella che ha ricevuto lei ieri, la stessa per la quale Bobby e la sua squadra erano andati a salvare quell'escursionista. Buck trova che questa cosa sia inquietante, anche se Maddie è dell'opinione che probabilmente è tutto dovuto a un malfunzionamento della linea telefonica. Hen scopre che suo padre, che l'ha abbandonata quando aveva nove anni, è in coma, ormai è vivo solo perché è attaccato a delle macchine, spetta a Hen decidere se staccare la spina o no. Hen scopre che lui era tornato a Los Angeles già da un po', e non se la sente di prendere questa scelta perché in fondo ha sempre sperato di conoscerlo, e questo non accadrà se lui morirà. Carla e Eddie decidono di iscrivere Christopher in un'ottima scuola, ma gli insegnanti ci terrebbero a conoscere pure la madre del bambino, ovvero Shannon, che da più di un anno ha abbandonato Eddie e il figlio. Eddie rivela a Carla che lui e Shannon in realtà sono ancora sposati. Shannon accetta di parlare con gli insegnanti, ma vorrebbe rivedere anche Christopher, facendo notare a Eddie che lui non è stato un buon marito quando vivevano in Texas perché sempre preso dalla sua carriera militare e che lei ha dovuto crescere da sola il figlio, si separò da loro per accudire sua madre, sebbene avesse chiesto a Eddie di seguirla con Christopher, ma lui non voleva lasciare il Texas. Carla ha capito che Eddie è ancora innamorato di lei e che spera in una loro riconciliazione dato che Shannon vive da queste parti e che dunque non è una coincidenza che Eddie si sia trasferito con suo figlio a Los Angeles; Carla lo sprona a dare a Shannon una seconda possibilità, poi rivela a Buck che Andrew ha invitato Abby a vivere da lui, sembra sempre più improbabile che Abby tornerà a Los Angeles, in effetti è già da un po' di settimane che lei e Buck non si telefonano, lui continua a vivere ancora a casa della donna, ma ora ha capito che deve andarsene. Athena identifica le ossa e va a casa della moglie dell'uomo, che era morto mentre faceva escursione da quelle parti. Shannon, dopo aver parlato con gli insegnanti, ha modo di conversare con suo marito rivelandogli che si sentiva responsabile della disabilità di Christopher, ma Eddie le spiega che non è stata colpa sua, e i due si baciano. Hen decide di staccare la spina dopo aver perdonato suo padre. Buck lascia la casa di Abby, ormai ha capito che tra loro è finita, la porterà sempre nel cuore perché lo ha reso un uomo migliore, ma ora deve trovare il coraggio di andare avanti anche da solo.
- Ascolti Italia (in chiaro): telespettatori 1.264.000 – share 4,70%[5]

## Il vero Buck
- Titolo originale: Buck, Actually
- Diretto da: Varda Bar-Kar
- Scritto da: Matthew Hodgson

### Trama
Anche se Buck ora è tornato ufficialmente single, non intende più relazionarsi con le donne come prima, ovvero sull'attrazione fisica. Athena e Bobby cenano con Michael e il suo fidanzato Glenn, e nonostante l'iniziale ostilità, Athena in breve impara ad andare d'accordo con il fidanzato dell'ex marito. Buck e Chimney vanno a un bar e vengono raggiunti da Maddie, con gran sorpresa di Buck; è stato Chimney a invitarla e Buck scopre che da un po' che i due si vedono, sebbene dichiarino di essere solo amici. Al bar Buck ha modo di rivedere Taylor e i due fanno sesso nel bagno. Anche se Buck voleva provare a impegnarsi con lei, Taylor cerca solo sesso facile, e Buck è piuttosto deluso da se stesso perché è ricaduto nelle sue vecchie abitudini, infatti lui intendeva cambiare per essere un uomo migliore. Quando Buck cena insieme a Chimney e Maddie, fa notare all'amico e alla sorella che loro due, benché sostengano di essere solo amici, si comportano come se fossero una coppia, generando un po' di imbarazzo tra i due. Chimney va a trovare Maddie al lavoro per chiarire quello che sta succedendo, e in effetti tra loro c'è un po' di attrazione, ma adesso Maddie, dopo il calvario con suo marito, non è pronta per delle storie d'amore non volendo coinvolgere Chimney nella sua vita fin troppo problematica, anche se Chimney afferma di non vedere il triste passato di Maddie come un problema, entrambi amano godere della compagnia reciproca, e quindi decidono di rimanere amici, lasciando intendere però che forse potranno evolvere la loro storia in qualcosa di più profondo. Buck riceve una chiamata da una donna che gli dà appuntamento, che si rivela essere Ali. Infatti è da quando è stata salvata da Eddie e Buck che desiderava dichiararsi a quest'ultimo e lui, felice di rivederla, accetta di uscire con lei.
- Ascolti Italia (in chiaro): telespettatori 1.243.000 – share 5,16%[5]

## La storia di Hen
- Titolo originale: Hen Begins
- Diretto da: Jennifer Lynch
- Scritto da: Aristotle Kousakis

### Trama
L'episodio è incentrato su Hen e sul suo passato, agli esordi della sua carriera e alle scelte che l'hanno spinta a diventare un vigile del fuoco. Quando Hen lavorava come rappresentante farmaceutica e stava ancora con Eva, era palesemente insoddisfatta della sua vita: è sempre stata una donna capace di riuscire in qualunque cosa volesse, benché non avesse mai trovato un lavoro che la appassionasse. Quando la sua life coach ha avuto un infarto Hen riuscì a salvarla chiamando prontamente il 911, e capì dunque che ciò che voleva fare era aiutare gli altri. Decise quindi di iscriversi all'accademia superando i corsi, diventando vigile del fuoco, venendo assegnata alla caserma 118, dove conobbe Chimney. A quel tempo il capitano della caserma 118 era Vincent Gerrard, che per via del suo maschilismo aveva preso molto in antipatia la donna, divertendosi spesso a umiliarla e provocarla. Tra l'altro anche gli altri vigili del fuoco della caserma, probabilmente influenzati dal capitano, non sembravano interessati a voler socializzare con lei, a eccezione di Chimney, l'unico che con cui strinse amicizia. Hen nonostante tutto, riuscì a mettersi in mostra grazie alla sua intelligenza e alla sua capacità di prendere l'iniziativa, in quel periodo conobbe Athena, e su esortazione di Chimney divenne sua amica in quanto, senza amici, non sarebbe riuscita a tirare avanti. Una sera, a causa della pioggia, ci fu un incidente automobilistico, quindi Hen, Chimney e il resto della squadra giunsero per prestare soccorso. Hen fu la prima a notare che nel paraurti dell'auto coinvolta nell'incidente c'era della vernice gialla, ciò significava che un'altra auto era stata coinvolta anche se nessuno riusciva a vederla quindi lei provò a cercarla anche se Gerrard le aveva ordinato di non farlo. Hen riuscì a trovare la seconda auto dentro l'acqua, al cui interno c'era un bambino, e lei lo salvò, guadagnandosi l'ammirazione di tutti i suoi colleghi alla caserma. Hen venne convocata dal comandante, dando per scontato che volessero cacciarla via avendo disubbidito a un ordine diretto di Gerrard, ma in realtà la volevano solo informare che proprio Gerrard era stato cacciato via perché da quando lei si era unita alla caserma 118 i suoi colleghi avevano iniziato a fare vari reclami contro Gerrard in quanto non tolleravano più il modo in cui la trattava, infatti già da prima Hen si era conquistata l'approvazione degli altri vigili del fuoco. Adesso lei era finalmente felice perché aveva trovato uno scopo nella sua vita: aiutare gli altri.
- Ascolti Italia (in chiaro): telespettatori 1.100.000 – share 5,70%[5]

## Buon Natale?
- Titolo originale: Merry Ex-Mas
- Diretto da: Bradley Buecker
- Scritto da: Christopher Monfette

### Trama
È arrivato Natale e Bobby si prepara a festeggiarlo con Athena, ma le cose si fanno imbarazzanti quando quest'ultima gli propone di venire a vivere con lei. Athena mette subito in chiaro che non intende forzarlo, ma solo fargli capire che è pronta per il passo successivo. Da quando ha lasciato la casa di Abby, Buck si è trasferito da Chimney, ma lui non sopporta la convivenza con l'amico, che si vede costretto ad andare a vivere dalla sorella. Eddie e Shannon fanno l'amore, ma quando arriva Christopher, per evitare imbarazzi, Eddie costringe Shannon a nascondersi. In effetti Christopher non ha idea che sua madre è tornata, Eddie non se la sente di farla rientrare nella vita del figlio, ma Shannon non accetta che Eddie la tiri troppo per le lunghe, infatti lei vuole rivedere Christopher. Chimney e Buck comprano un albero di Natale per Maddie, inoltre Chimney incontra un uomo molto gentile di nome Jason che gli consiglia l'albero più adatto da regalare all'amica. Purtroppo Maddie non gradisce il regalo, e questo la porta a litigare con Buck il quale ha capito che il suo rifiuto di festeggiare il Natale è legato ai suoi problemi con Doug. Hen sprona Bobby a capire cosa vuole nella sua vita, perché se non è intenzionato a fare sul serio con Athena allora deve essere onesto con lei. Eddie rivela a Buck che lui per primo abbandonò la sua famiglia prolungando il suo servizio militare quando a Christopher venne diagnosticata la paralisi cerebrale, e che dunque è ingiusto che continui a giudicare la moglie. Quando Eddie capisce che Christopher vuole veramente rivedere Shannon, permette alla moglie di tornare da lui, con grande felicità di tutta la famiglia. Bobby sorprende Athena con un anello di fidanzamento, chiedendole di sposarlo avendo capito che quando si ha la fortuna di conoscere una persona che ti rende felice è necessario impegnarsi con tutta la propria passione, e lei gli risponde di sì. Chimney va a trovare Maddie scoprendo che ha addobbato l'albero: lei odiava il Natale perché quando lo festeggiava col marito loro due recitavano una farsa dove lei fingeva di essere felice, ma ora ha capito di aver permesso per troppo tempo a Doug di portarle via tutto ciò che le piaceva e non vuole dargli altre soddisfazioni, decidendo di godersi un bel Natale. A fine episodio però si scopre che Jason, l'uomo che Chimney aveva conosciuto, in realtà è proprio Doug, e tutto fa supporre che abbia intenzione di prendere di mira Chimney.
- Ascolti Italia (in chiaro): telespettatori 1.295.000 – share 4,84%[6]

## Nuovi inizi
- Titolo originale: New Beginnings
- Diretto da: John J. Gray
- Scritto da: Brad Falchuk e Ryan Murphy

### Trama
Bobby si prepara a conoscere i genitori di Athena, mentre Buck allena Maddie che inizia a praticare boxe; il ragazzo inoltre si diverte a ridicolizzare sua sorella perché, nonostante sia lampante quanto Chimney le piaccia, continua a uscire con lui solo come amica. A causa di un incidente stradale un camion che trasportava uno squalo che doveva essere riportato in mare si ribalta e lo squalo morde il braccio di uomo. Bobby e la sua squadra raggiungono il luogo dell'incidente e con le ganasce salvano l'uomo dalla presa dello squalo, riportandolo in mare con l’autopompa. Bobby cena con i genitori di Athena, ma la madre, Beatrice, si rivela un osso duro, non prendendo molto in simpatia Bobby, non ritenendolo il compagno adatto per la figlia, sia per la diversità etnica che per la sua convinzione che Bobby voglia solo usare Athena e i suoi figli per compensare la perdita della sua famiglia. Il rapporto tra Athena e sua madre è sempre stato molto altalenante, infatti Beatrice non ha mai accettato che sua figlia abbandonasse l'università e la facoltà di legge per diventare un sergente, oltre al fatto che Athena la taglia sempre fuori della sua vita. Maddie riceve una chiamata di emergenza da un bambino che ha avuto un litigio con suo padre Eric, quindi Athena va a controllare ma sembra che sia solo un equivoco. Athena però nota delle stranezze in quella casa e scopre che oltre al ragazzo vive lì un altro bambino e che Eric non è veramente il padre ma un sequestratore di bambini. I due scappano e Athena li porta in salvo, mentre la polizia arresta il Eric. Maddie va a trovare Chimney alla caserma 118 e lo informa che ha deciso di chiedere a Doug il divorzio e, quando gli chiede di uscire, lui accetta felicemente. Chimney commette lo sbaglio di confidare a Doug (ignorando quale sia la sua identità dato che crede ancora che il suo nome sia Jason) che lui e Maddie usciranno insieme. Athena prova a riconciliarsi con sua madre, spiegandole che si è allontanata dalla famiglia perché sentiva il bisogno di trovare la sua indipendenza, ma che vuole ancora che Beatrice faccia parte della sua vita, accettando però anche Bobby. Purtroppo Beatrice non può farlo e non dà il suo consenso per le sue future nozze perché è ancora convinta che Athena stia facendo uno sbaglio a sposare Bobby. Maddie riceve una chiamata dall'ufficio legale, dove viene informata che l'ufficiale giudiziario non ha potuto consegnare a Doug l'istanza di divorzio perché l’uomo è irrintracciabile. Chimney, che era andato a casa di Maddie per portarla fuori per il loro appuntamento, viene aggredito da Doug che lo pugnala tre volte all'addome con un coltello, e poi colpisce violentemente Maddie.
- Ascolti Italia (in chiaro): telespettatori 1.369.000 – share 5,75%[6]

## Chimney, chi sei?
- Titolo originale: Chimney Begins
- Diretto da: Jennifer Lynch
- Scritto da: Brad Falchuk e Ryan Murphy

### Trama
Chimney, in seguito alle ferite riportate dopo l'aggressione da parte di Doug, è in uno stato tra la vita e la morte e ripensa al suo passato e a tutte le esperienze che lo hanno portato a essere l'uomo che è oggi. Quattordici anni prima, Chimney viveva con la famiglia Lee: erano buoni amici di sua madre e quando lei morì Chimney lasciò la Corea del Sud insieme ai Lee trasferendosi a Los Angeles. Il figlio della coppia, Kevin, era il suo migliore amico, e i due lavoravano a un karaoke bar. Chimney tentava inutilmente di sfondare come investitore ma a causa dei suoi sconclusionati progetti nessuna banca finanziava le sue iniziative imprenditoriali. Una sera, al karaoke bar, a causa di una disattenzione del barista, una ragazza rischiò di prendere fuoco, ma Chimney spense le fiamme salvandola oltre a condurre tutti gli avventori fuori dal bar chiamando il 911. Tutti lo acclamarono come un eroe per come gestì bene la cosa, così Chimney e Kevin decisero di fare domanda per entrare nel corpo dei vigili del fuoco. Dopo aver superato l'addestramento all'accademia Kevin venne assegnato alla caserma 133 mentre Chimney alla 118, che a quel tempo era sotto la supervisione di Gerrard. Chimney veniva costantemente isolato dai suoi colleghi che non gli permettevano di prendere parte alle operazioni, al contrario di Kevin che era sempre al centro dell'azione e amava il suo lavoro. Chimney non riceveva nessun sostegno da parte del padre, che intanto si era sposato con una donna più giovane dalla quale ebbe un altro figlio. Dato che Chimney non aveva avuto modo di lavorare come vigile del fuoco, Eli lo prese sotto la sua ala facendolo lavorare come paramedico. Proprio Eli fece capire a Chimney che quello era un lavoro pericoloso dove i colleghi, quando si rivelano deboli, muoiono facilmente e dunque si evita di affezionarsi a loro, a meno che non diano prova di essere forti, e finché Chimney non mostrerà di essere forte non avrà amici alla caserma. Chimney prese parte alla sua prima missione come vigile del fuoco insieme a Kevin, infatti la caserma 118 collaborò con la caserma 133 per spegnere un incendio in un palazzo, dove Kevin morì per salvare una donna incinta. La morte di Kevin aveva segnato profondamente Chimney. Durante un'operazione di evacuazione dove un centro commerciale stava precipitando sulle sue stesse fondamenta durante un'operazione per allargare il parcheggio (dove Chimney conobbe Athena per la prima volta), Chimney notò per primo che tutte le persone che erano state portate in salvo soffrivano di nausee e vertigini, capì quindi che c'era una fuoriuscita di gas, e a causa di essa l'edificio esplose, ma Chimney fece in tempo a salvare un suo collega, Tommy Kinard, che era ancora dentro, portandolo via sulle spalle. Dopo aver lasciato la casa dei Lee, Chimney si trasferì in un appartamento tutto suo, inoltre la donna che Kevin salvò si presentò alla caserma 118 con il suo bambino per ringraziare Chimney. Lei chiamò il piccolo Adam, e Chimney le suggerì di usare Kevin (in memoria dell'amico che l'ha salvata) come secondo nome. Chimney dopo aver salvato Kinard si guadagnò il rispetto dei suoi colleghi che ora lo accettavano come uno di loro, e grazie alle parole di Eli, che fece capire a Chimney che ognuno fa la sua parte e che tutti devono rispettare i propri doveri, lui si mise l'animo in pace per la morte dell'amico, decidendo di concentrarsi sulla carriera di paramedico. Tornando agli eventi presenti, l'episodio si conclude con Chimney che è ancora disteso per terra mentre perde sangue.
- Ascolti Italia (in chiaro): telespettatori 1.220.000 – share 6,39%[6]

## Lotta o muori
- Titolo originale: Fight or Flight
- Diretto da: Millicent Shelton
- Scritto da: Kristen Reidel

### Trama
Buck trova Chimney gravemente ferito davanti alla casa di Maddie, e prima di perdere i sensi Chimney pronuncia i nomi di Maddie e di Jason. Buck chiama i soccorsi e, entrando nella casa di Maddie, vede che tutta la sua roba e lì, mentre lei è scomparsa. Buck capisce che Jason, l'uomo citato da Chimney, in realtà è Doug. Chimney viene ricoverato in ospedale, mentre Buck insiste per usare il cellulare dell'amico per rintracciare Doug, ma dato che Chimney ha perso i sensi e il cellulare può essere usato solo col suo consenso, Buck usa le impronte dell'amico per attivarlo, ma ciò legalmente rende inutilizzabile il cellulare per la polizia. Doug è in auto con Maddie, rivelandole che già da tempo la teneva d'occhio, lui non intende ucciderla ma solo portarla via nella speranza che possano tornare a essere felici. Chimney ha riportato diverse lacerazioni allo stomaco e ha un polmone perforato, l'uomo viene sottoposto a un'operazione mentre Bobby, Hen, Eddie, Michael, Shannon, Harry e Christopher rimangono in ospedale sperando che lui si rimetta, invece Athena (dato che Buck ha reso impossibile usare il cellulare legalmente) decide di trovare Maddie in veste ufficiosa, insieme a Buck, quindi portano il cellulare di Chimney al centralino del 911 dove i colleghi di Maddie rintracciano il numero di telefono di Doug monitorando i suoi spostamenti. Con dei flashback che ripercorrono i momenti della vita matrimoniale di Maddie e Doug, si vedono i due sposi mentre festeggiavano la promozione di Doug a capo del reparto di medicina cardiotoracica e mentre ballavano Maddie accidentalmente fece cadere per terra uno dei calici da vino che la madre di Doug gli aveva regalato e lui picchiò la moglie. Un poliziotto, che aveva ricevuto una segnalazione dai vicini, consigliò a Maddie di scappare perché se fosse rimasta con suo marito le conseguenze sarebbero state imprevedibili. Tornando agli eventi presenti, Doug e Maddie si fermano a una stazione di servizio, quest'ultima con la scusa di andare in bagno cerca di scappare, ma Doug riesce a fermarla. L'impiegato che lavora alla stazione di servizio cerca di aiutare Maddie, ma Doug lo uccide sparandogli due volte. Maddie e Doug vanno in uno chalet e lei con un attizzatoio colpisce suo marito, scappando. Doug prova a seguirla, infine cerca di ucciderla con un coltello, ma Maddie lo disarma e usando il coltello lo uccide. Maddie viene raggiunta da Buck e Athena e quando viene portata via in ambulanza suo fratello le dà una bellissima notizia: Chimney ha superato l'operazione e sta bene. Maddie va a trovarlo in ospedale e i due si scambiano il loro primo bacio.
- Ascolti Italia (in chiaro): telespettatori 1.213.000 – share 4,48%[7]

## A pezzi
- Titolo originale: Broken
- Diretto da: Bradley Buecker
- Scritto da: Juan Carlos-Coto

### Trama
A causa di un black out di livello 3 i computer del centralino del 911 diventano inservibili, quindi sarà necessario usare le linee analogiche e i walkie talkie per guidare i soccorsi, mentre Chimney è ancora a casa in convalescenza, invece Maddie è tornata al lavoro. La classe di Harry fa una visita guidata alla caserma 118 e Bobby si guadagna l'ammirazione dei compagni di classe di Harry, facendo diventare quest'ultimo molto popolare tra i suoi amici quando scoprono che Bobby diventerà il suo patrigno. Chimney avverte i suoi amici che in un quartiere residenziale ci sono state delle esplosioni a catena a causa di una fuoriuscita di gas, avendolo visto al telegiornale, quindi la squadra raggiunge il posto e Eddie entra in una casa in fiamme per salvare un bambino che era rimasto intrappolato lì dentro: si salvano grazie al soccorso aereo che spegne le fiamme, prontamente avvertito da Chimney. Michael si arrabbia con Bobby perché Harry e un suo amico, prendendo a modello Bobby, hanno appiccato il fuoco in un giardino per poi spegnerlo. Michael tradisce una certa invidia nei riguardi di Bobby perché Harry ormai non fa altro che idolatrare il suo futuro patrigno. Maddie e Chimney si preparano per il loro primo appuntamento, infatti sarà lei a scegliere il ristorante. I computer del centralino ritornano funzionanti, il black out era stato causato da un generatore che si era surriscaldato. Michael va alla caserma 118 e si scusa con Bobby per il suo comportamento, rivelandogli che una delle ragioni per cui è di malumore è perché lui e Glenn si sono lasciati. Bobby gli spiega che Harry si sente più a suo agio con lui perché si comporta come un amico, mentre Michael è il padre, infatti Bobby ammette che ha paura, non ha il coraggio di puntare i piedi con Harry e May perché non sono i suoi figli, ed è per questo che non si sforza di essere severo con loro. Alla fine Maddie non prenota in nessun ristorante quindi lei e Chimney si limitano a cenare a casa di quest'ultimo, ma la cosa si rivela imbarazzante per entrambi. Tutti e due devono accettare che è ancora troppo presto per andare avanti, Doug ha inflitto a entrambi delle ferite che non sono ancora guarite, quindi Maddie e Chimney chiudono la serata con un bacio, ma Maddie poi lo lascia solo. Infatti nonostante il sentimento che li lega, almeno per ora preferiscono prendersi una pausa.
- Ascolti Italia (in chiaro): telespettatori 1.250.000 – share 5,15%[7]

## Ocean's 9-1-1
- Titolo originale: Ocean's 9-1-1
- Diretto da: Mary Wigmore
- Scritto da: Andrew Meyers

### Trama
Franklin Prentiss, direttore di banca, festeggia il suo pensionamento. Una guardia del portavalori, Billy, gli stringe la mano salutandolo, poi entra in shock anafilattico, così come Prentiss quando entra nel caveau. Arrivano i soccorsi e Eddie avanza l'ipotesi che si tratti di contaminazione da gas nervino. La banca viene messa in quarantena, mentre Billy muore. Il sistema di chiusura automatizzato del caveau fa sì che la porta si chiuda quindi Hen entra al suo interno per prestare soccorso a Prentiss, quest'ultimo le tocca la faccia con le mani e pure lei va in shok anafilattico. Bobby chiede aiuto a Micheal dato che nel suo cantiere ci sono le planimetrie della banca, escogitando un piano per salvare Hen e Prentiss che sono intrappolati nel caveau. Prima forano il muro dall'esterno, dell'edificio, poi con il verricello Buck fa un buco nella parete usando l'autopompa, facendo sì che la porta del caveau si apra, in questo modo possono portare in salvo Hen e Prentiss. Il denaro che si trovava nel portavalori scompare, mentre Hen e Prentiss si rimettono. La polizia indaga sulla squadra della caserma 118, sospettando che possano aver rubato i soldi approfittando della confusione, dato che il denaro è stato ritrovato proprio dentro a una delle autopompe. Prentiss viene ritrovato morto a casa sua. Hen entra nuovamente nel caveau sperando di ricordare qualcosa e trova una piccola bottiglia con dentro del veleno di scorpione. Adesso Hen ha capito chi sono i colpevoli: Prentiss aveva organizzato tutto con la complicità di Marty, suo cognato nonché addetto alla manutenzione delle autopompe della caserma 118. Prentiss si era spalmato sulle mani il veleno di scorpione dato che l'iberiotossina in dosi eccessive crea sintomi simili al gas nervino, e mentre c'era la quarantena Marty, indisturbato, aveva rubato i soldi dal portavalori nascondendoli dentro a una delle autopompe della caserma 118, con l'intenzione di riprenderseli in un secondo momento. Billy è morto quando aveva stretto la mano a Prentiss, il veleno di scorpione lo ha ucciso a causa di una reazione allergica. Anche Hen è stata contaminata quando Prentiss le aveva toccato il viso con le mani. In realtà il piano di Prentiss era quello di appropriarsi dei diamanti chiusi nel caveau, non gli importava del denaro e infatti aveva avvertito lui la polizia che i soldi erano in una delle autopompe, prima che Marty potesse recuperarli. Lo stesso Marty, infine, ha ucciso Prentiss, che aveva rubato i diamanti ingoiandoli. La polizia arresta Marty che comunque si dichiara innocente per la morte di Prentiss, infatti questi è deceduto a causa dei diamanti che aveva ingerito. A fine episodio il capitano Alonzo informa Bobby che ci sarà un'inchiesta su di lui e che fino ad allora sarà sospeso, la causa riguarda il suo trasferimento quando lasciò Saint Paul trasferendosi a Los Angeles.
- Ascolti Italia (in chiaro): telespettatori 1.150.000 – share 5,92%[7]

## Bobby ricomincia
- Titolo originale: Bobby Begins Again
- Diretto da: Jennifer Lynch
- Scritto da: Christopher Monfette

### Trama
L'episodio ripercorre il passato di Bobby. Dopo la morte della moglie e dei figli dovuta all'incendio che lui stesso causò involontariamente, Bobby iniziò a bere, ma riuscì a ripulirsi frequentando gli alcolisti anonimi, e dato che era stato sospeso dal servizio era desideroso di ricominciare a lavorare. Purtroppo dopo tutto quello che era successo nessuno voleva più lavorare al suo fianco, quindi Bobby chiese di essere trasferito, e dunque lasciò Saint Paul venendo assegnato alla caserma 118 a Los Angeles come capitano, avendo modo di conoscere Chimney e Hen. Bobby iniziò a integrarsi nel gruppo sebbene preferisse mantenere una certa distanza emotiva con la sua squadra, ma ebbe velocemente una ricaduta ricominciando a bere. Riprese a rifrequentare gli alcolisti anonimi. La squadra della caserma 118 rispose a una chiamata di emergenza, dove un uomo venne aggredito dal suo gallo da combattimento. Bobby riuscì a catturarlo e in quel frangente conobbe per la prima volta Athena. Durante un incendio in un ristorante, Freddy, il figlio del proprietario, rimase intrappolato nell'edificio, ma la squadra della caserma 118 riuscì a salvarlo. Nonostante ciò Bobby sospese uno dei pompieri della sua caserma, Deluca, che durante l'operazione violò il protocollo. Deluca, dopo aver insultato Bobby, venne cacciato via dalla caserma 118, sebbene Bobby fosse riuscito comunque a farlo entrare nella caserma 122 dopo il periodo di sospensione. Bobby e Athena nutrivano però dei dubbi sulle cause dell'incendio al ristorante, e quindi riesaminarono la scena. Bobby all'inizio credeva che la causa dell'incendio fosse dovuta a un cortocircuito ma il pannello elettrico del contatore era intatto, tra l'altro Athena trovò strano che l'impianto antincendio non avesse funzionato nonostante fosse stato revisionato il mese scorso. Bobby capì dunque che l'incendio era stato appiccato da Victor, il padre di Freddy, trovando un ordigno incendiario fatto da lui con una batteria da 9 volt e della lana d'acciaio. Athena arrestò Victor che aveva appiccato l'incendio per intascarsi il premio della polizza dato che stavano affogando nei debiti, fu solo un caso che Freddy era rimasto nel ristorante rischiando di morire. Bobby decise di annotare sulla sua agenda i nomi delle persone che morirono nell'incendio che lui causò a Saint Paul, spiegando al suo prete confessore che il suo unico scopo sarebbe stato quello di rimediare a quel torto, ma il prete era convinto che Bobby era destinato a qualcosa di più gratificante della semplice redenzione, consigliandogli di fare un tentativo per legare con i suoi uomini alla caserma 118. Bobby, seguendo il consiglio, iniziò a cucinare per i suoi uomini, e tutti alla caserma iniziarono a mangiare insieme come se fossero una famiglia, infatti quella sarebbe diventata una tradizione (che dura ancora adesso) alla caserma 118, infine conoscerà Buck il quale si era appena trasferito alla caserma. Tornando agli eventi presenti Bobby spiega ai suoi uomini che è stato sospeso dal servizio: sono state trovate delle irregolarità nella sua scheda personale, infatti i suoi superiori a Saint Paul per favorire il trasferimento a Los Angeles avevano occultato alcune note, quindi Bobby non potrà più lavorare come capitano almeno fino a quando la commissione disciplinare non avrà deciso cosa fare.
- Ascolti Italia (in chiaro): telespettatori 1.242.000 – share 4,54%[8]

## Attenzione a cosa desideri...
- Titolo originale: Careful What You Wish For
- Diretto da: Bradley Buecker
- Scritto da: Matthew Hodgson

### Trama
Ora che Bobby è stato sospeso dal servizio, Chimney viene nominato capitano ad interim della caserma 118, ma per lui è difficile competere con il suo ex capitano. Durante un'operazione di soccorso in una fabbrica di cioccolato, un insegnante che era andato lì in gita con la sua scuola, cade nel silo del liquore al cioccolato, Chimney e la sua squadra lo salvano dato che il capitano mischia del burro di cacao con il liquore al cioccolato temperandolo e riducendo la viscosità, e in questo modo tirano fuori l'uomo salvandolo. In realtà è stata un'idea di Bobby, infatti Chimney si era semplicemente limitato a telefonargli per un consiglio. Le cose tra Eddie e Shannon sono sempre più complicate, infatti si amano ancora ma non sono tornati ufficialmente insieme. Shannon gli confessa che potrebbe essere nuovamente incinta. Una donna, Miranda Filson, trova un pacco davanti alla porta di casa sua che esplode, i soccorsi arrivano e Chimney finalmente dà prova del suo valore salvando Miranda grazie alla sua esperienza come paramedico. Eddie porta a cena Shannon, adesso è pronto a tornare con lei ufficialmente sentendo che la sua gravidanza è un segno, ma Shannon si vede costretta di dirgli che non è incinta sebbene per Eddie questo non cambia nulla, ma purtroppo è Shannon che non vuole più stare con lui. Shannon non si è mai perdonata per aver abbandonato Eddie e Christopher e non vuole fare ancora lo stesso errore, vuole capire se veramente può essere una brava madre e una brava moglie, quindi decide di chiedere a Eddie il divorzio. Maddie confessa ai suoi colleghi che sta accarezzando l'idea di tornare a esercitare come infermiera, lavorare come operatrice del 911 non le permette di capire se veramente il suo aiuto fa la differenza, quindi i suoi colleghi la portano a una caffetteria e tutti i clienti si rivelano essere le persone che lei ha aiutato da quando ha iniziato a lavorare al 911, compresa Gloria che ha accantonato le sue divergenze, e tutti le mostrano la loro riconoscenza per ciò che ha fatto. Chimney e la sua squadra prestano soccorso in seguito a un incidente stradale: due donne entrambe al volante delle loro rispettive auto si sono scontrate, una delle due guidatrici sta bene, ma la seconda si rivela essere Shannon. Chimney si rifiuta di intubarla avendo capito che non servirebbe a nulla, infatti le sue condizioni sono troppo gravi, è solo questione di poco e lei morirà. Eddie sa che Chimney ha ragione, quindi seguendo il consiglio di quest'ultimo, accompagna sua moglie in ambulanza all'ospedale per darle il suo addio. Eddie le dice che sia lui che Christopher l'hanno amata nello stesso modo in cui lei ha amato entrambi, infine Shannon muore. Eddie legge la lettera che Shannon aveva scritto a Christopher quando lo abbandonò ma che non ebbe mai il coraggio di spedirgli. Bobby e Athena guardano il telegiornale, c'è stata un'altra vittima a causa di un secondo pacco bomba: si tratta di un attentatore seriale.
- Ascolti Italia (in chiaro): telespettatori 1.219.000 – share 4,97%[8]

## La vita che scegliamo
- Titolo originale: This Life We Choose
- Diretto da: Bradley Buecker
- Scritto da: Tim Minear

### Trama
La famiglia di Eddie viene a trovarlo, e dato che Shannon è morta cercano di convincerlo a tornare con loro in Texas, ma Eddie è intenzionato a rimanere a Los Angeles dato che non ha nemmeno finito il corso di preparazione per diventare vigile del fuoco. Ali e Buck ora sono una coppia a tutti gli effetti, Ali lo aiuta a trovarsi una casa tutta sua. Un'altra vittima dei misteriosi pacchi bomba viene presa di mira, Miranda si è salvata così come il secondo bersaglio, ma la terza vittima, un giudice, purtroppo perde la vita. Michael e Harry trovano un pacco bomba a casa di Athena, quindi gli artificieri lo neutralizzano. La polizia e l'ATF indagano sull'attentatore trovando un filo comune tra le vittime, e capiscono che il responsabile è niente meno che Freddy. La madre del ragazzo viene interrogata, è proprio lei a rivelare che Victor è morto mentre era in prigione, Miranda era il suo avvocato difensore e non riuscì a fare nulla per aiutarlo, come se non bastasse non hanno ricevuto il denaro dell'assicurazione del ristorante. Infatti tutte le vittime di Freddy sono coloro che lui ritiene responsabili della rovina della sua famiglia: per pagare le spese legali hanno dovuto vendere tutto ed è per questo che ha tentato di uccidere Miranda, mentre il secondo bersaglio è il perito dell'assicurazione che non concesse il risarcimento, e il giudice (l'unica sua vittima che è morta) fu colui che emise la sentenza mandando Victor in carcere. Fu Athena ad arrestarlo ecco perché lei era destinata a essere la sua quarta vittima, ma è probabile che l'ultimo a pagare sarà Bobby in quanto fu lui a scoprire che Victor diede fuoco al suo stesso ristorante. Freddy posiziona una bomba su una delle autopompe della caserma 118, al cui interno c'è Buck. Il mezzo si ribalta e Buck rischia di morire dato che ha la gamba incastrata. Freddy esce per strada con addosso un giubbotto pieno di esplosivo e un detonatore in mano. Approfittando di una sua distrazione, Bobby e la polizia si avvicinano a Freddy impedendogli di azionare il detonatore. Freddy viene arrestato, mentre i vigili del fuoco, con l'aiuto dei cittadini, sollevano l'autopompa liberando la gamba di Buck. Viene organizzata una festa per Eddie alla caserma dato che è stato promosso a vigile del fuoco, mentre Bobby viene reintegrato a capitano. Buck viene ricoverato in ospedale, gli viene messa una protesi di metallo sulla gamba, e riceve la visita di Carla, Ali e Maddie. Benché Ali voglia stare ancora insieme a lui, però, ha preso atto di quanto sia difficile avere una relazione con un uomo che fa un lavoro così pericoloso, e non sa per quanto ancora potrà accettarlo. Maddie va a trovare Chimney alla caserma 118 dichiarandosi a lui, perché anche se quello che avevano non lo riavranno più indietro possono sempre costruire qualcosa di nuovo. Chimney le confessa che il momento più felice della sua vita è stato quando lei gli chiese di uscire, ma ora è persino più contento, e i due si baciano. L'operazione alla gamba di Buck non è riuscita molto bene infatti i medici notano che sta migliorando troppo lentamente, quindi preferirebbero fare altre operazioni. Bobby e Athena vanno da un giudice di pace insieme a Harry e May, e finalmente si sposano.
- Ascolti Italia (in chiaro): telespettatori 1.101.000 – share 5,68%[8]